# ايدواردو ليديسما
ايدواردو ليديسما (بالإسبانية: Eduardo Ledesma)‏ (مواليد 7 أغسطس 1985) هو مدرب كرة قدم ولاعب كرة قدم باراغواياني، لعب في مركز الوسط، شارك مع منتخب باراغواي لكرة القدم، أما مع النوادي، فقد لعب مع أوليمبيا أسونسيون وروزاريو سنترال وغودوي كروز ونادي لانوس وليجا دي كويتو.

## وصلات خارجية
- ايدواردو ليديسما على موقع قاعدة بيانات كرة القدم.إي يو (الإنجليزية)
- ايدواردو ليديسما على موقع ناشيونال فوتبول تيمز (الإنجليزية)
- ايدواردو ليديسما على موقع Soccerway.com (الإنجليزية)